# هنري هيل (سياسي)
هنري هيل (بالإنجليزية: Henry Hill)‏ هو سياسي نيوزلندي، ولد في 24 أكتوبر 1849 في المملكة المتحدة، وتوفي في 15 يوليو 1933 في نيوزيلندا. حزبياً، نشط في حزب العمال النيوزيلندي.